# Primeira Divisão 1972-1973
La stagione 1972-1973 è stata la quarantacinquesima edizione della Primeira Divisão, massimo livello del campionato portoghese di calcio.

## Avvenimenti
Per il secondo anno consecutivo fu il Benfica a confermarsi campione di Portogallo: la squadra, trascinata dai 40 gol del capocannoniere Eusébio (premiato alla fine dell'anno con la Scarpa d'oro), riuscì presto a neutralizzare le avversarie rendendosi protagonista di una poderosa cavalcata che le fruttò diversi record, tra cui il numero di punti ottenuti (58 su 60 disponibili, con solo due punti persi in occasione di due pareggi esterni) e lo scarto sulla seconda classificata (+18).

### Il campionato
Le prime battute del torneo videro un testa a testa tra lo Sporting Clube de Portugal e il Benfica (che frattanto si era fatto notare con alcune larghe vittorie interne, tra cui il 6-0 al Leixões alla prima giornata e il 9-0 al Beira-Mar alla terza), che fino alla vigilia dello scontro diretto conducevano appaiate la classifica. Una vittoria per 4-1 nel big-match della quinta giornata lanciò definitivamente il Benfica che, rimanendo a punteggio pieno, fece presto il vuoto sulle inseguitrici trovandosi a cinque punti dalla seconda dopo cinque gare e ad otto al termine del girone di andata.
Il Benfica non accusò battute d'arresto neanche dopo il giro di boa, in cui continuò a rimanere a punteggio pieno fino alla ventiquattresima giornata quando fu fermato dal Porto. Tale risultato fu comunque sufficiente al Benfica per assicurarsi il ventesimo titolo nazionale con sei giornate di anticipo: nelle restanti gare la squadra, pur priva di obiettivi da raggiungere, continuò a confermare il ruolino di marcia stagionale perdendo solamente un punto alla penultima giornata, contro l'Atlético de Portugal ed ottenendo un distacco finale di diciotto punti sul Belenenses.
L'ultima giornata si rivelò decisiva per i verdetti in zona UEFA, dato che proponeva lo scontro diretto tra Sporting Lisbona e Vitória Setubal: prevalendo per 2-0 questi ultimi si assicurarono l'accesso alla terza competizione continentale, assieme ad un Belenenses già qualificato. I verdetti in zona retrocessione (il cui lotto fu allargato a tre squadre) furono invece decisi con due turni di anticipo, e videro scendere in Liga de Honra l'União de Coimbra, l'Atlético de Portugal e l'União de Tomar.

## Squadre partecipanti

### Profili
| Club              | Rosa     | Città      | Stadio                           | Stagione 1971-72                     |
| ----------------- | -------- | ---------- | -------------------------------- | ------------------------------------ |
| Atlético CP       | dettagli | Lisbona    | Estádio da Tapadinha             | 10° in Primeira Divisão              |
| Barreirense       | dettagli | Barreiro   | Estádio Dom Manuel de Mello      | 8° in Primeira Divisão               |
| Beira-Mar         | dettagli | Aveiro     | Estádio Mário Duarte             | 13° in Primeira Divisão              |
| Belenenses        | dettagli | Lisbona    | Estádio Almirante Américo Thomaz | 7° in Primeira Divisão               |
| Benfica           | dettagli | Lisbona    | Estádio da Luz                   | Campione del Portogallo              |
| Boavista          | dettagli | Porto      | Estádio do Bessa                 | 11° in Primeira Divisão              |
| CUF Barreiro      | dettagli | Barreiro   | Estádio Alfredo da Silva         | 4° in Primeira Divisão               |
| Farense           | dettagli | Faro       | Estádio Municipal de São Luís    | 9° in Primeira Divisão               |
| Leixões           | dettagli | Matosinhos | Estádio do Mar                   | 15° in Primeira Divisão              |
| Montijo           | dettagli | Montijo    | Estádio Luís Almeida Fidalgo     | 1° in Liga de Honra Sul (promosso)   |
| Porto             | dettagli | Porto      | Estádio das Antas                | 5° in Primeira Divisão               |
| Sporting Lisbona  | dettagli | Lisbona    | Estádio José Alvalade            | 3° in Primeira Divisão               |
| União de Coimbra  | dettagli | Coimbra    | Estádio Municipal                | 1° in Liga de Honra Norte (promosso) |
| União de Tomar    | dettagli | Tomar      | Estádio Municipal                | 12° in Primeira Divisão              |
| Vitória Guimarães | dettagli | Guimarães  | Estádio Municipal                | 6° in Primeira Divisão               |
| Vitória Setúbal   | dettagli | Setúbal    | Estádio do Bonfim                | 2° in Primeira Divisão               |

## Classifica finale
|  | Pos. | Squadra           | Pt | G  | V  | N  | P  | GF  | GS | DR  |
|  | ---- | ----------------- | -- | -- | -- | -- | -- | --- | -- | --- |
|  | 1.   | Benfica           | 58 | 30 | 28 | 2  | 0  | 101 | 13 | +88 |
|  | 2.   | Belenenses        | 40 | 30 | 14 | 12 | 4  | 53  | 30 | +23 |
|  | 3.   | Vitória Setúbal   | 38 | 30 | 16 | 6  | 8  | 65  | 26 | +39 |
|  | 4.   | Porto             | 37 | 30 | 15 | 7  | 8  | 56  | 28 | +22 |
|  | 5.   | Sporting Lisbona  | 37 | 30 | 15 | 7  | 8  | 57  | 31 | +26 |
|  | 6.   | Vitória Guimarães | 33 | 30 | 11 | 11 | 8  | 38  | 38 | 0   |
|  | 7.   | Boavista          | 31 | 30 | 12 | 7  | 11 | 41  | 47 | -6  |
|  | 8.   | CUF Barreiro      | 30 | 30 | 11 | 8  | 11 | 38  | 37 | +1  |
|  | 9.   | Leixões           | 30 | 30 | 11 | 8  | 11 | 32  | 45 | -13 |
|  | 10.  | Barreirense       | 25 | 30 | 9  | 7  | 14 | 43  | 64 | -21 |
|  | 11.  | Farense           | 24 | 30 | 8  | 8  | 14 | 27  | 53 | -25 |
|  | 12.  | Beira-Mar         | 23 | 30 | 5  | 13 | 12 | 27  | 57 | -30 |
|  | 13.  | Montijo           | 23 | 30 | 9  | 5  | 16 | 29  | 47 | -18 |
|  | 14.  | União de Coimbra  | 17 | 30 | 5  | 7  | 18 | 22  | 54 | -32 |
|  | 15.  | Atlético CP       | 17 | 30 | 4  | 9  | 17 | 27  | 52 | -25 |
|  | 16.  | União de Tomar    | 17 | 30 | 6  | 5  | 19 | 35  | 69 | -34 |

Legenda:

         Campione del Portogallo e qualificata in Coppa dei Campioni 1973-74
         Vincitrice della Coppa del Portogallo e qualificata in Coppa delle Coppe 1973-74
         Qualificate in Coppa UEFA 1973-74
         Retrocesse in Liga de Honra 1973-74

Note:
Due punti a vittoria, uno a pareggio, zero a sconfitta.

## Risultati

### Tabellone
|                      | Bef  | Bel  | Vse  | Por  | Spo  | Vgu  | Boa  | Cuf  | Lex  | Bar  | Far  | Bem  | Moj  | Uco  | Atp  | Uto    |
| -------------------- | ---- | ---- | ---- | ---- | ---- | ---- | ---- | ---- | ---- | ---- | ---- | ---- | ---- | ---- | ---- | ------ |
| Benfica              | –––– | 5-0  | 3-0  | 3-2  | 4-1  | 8-0  | 4-1  | 2-0  | 6-0  | 3-0  | 3-0  | 9-0  | 6-0  | 6-1  | 2-0  | 2-1    |
| Belenenses           | 0-2  | –––– | 3-2  | 2-0  | 2-2  | 2-1  | 1-1  | 1-0  | 4-0  | 4-2  | 0-0  | 4-0  | 2-1  | 3-1  | 3-2  | 2-0    |
| Vitória Setúbal      | 0-1  | 0-0  | –––– | 3-0  | 2-0  | 2-1  | 4-0  | 3-1  | 5-0  | 5-0  | 5-0  | 3-0  | 4-0  | 4-0  | 5-0  | 1-1    |
| Porto                | 2-2  | 1-1  | 2-0  | –––– | 0-1  | 1-2  | 1-0  | 1-1  | 0-1  | 4-0  | 4-1  | 1-0  | 4-1  | 3-0  | 5-1  | 4-1    |
| Sporting CP          | 1-2  | 1-0  | 1-0  | 0-3  | –––– | 2-0  | 1-0  | 0-1  | 0-1  | 5-1  | 4-0  | 4-0  | 4-1  | 3-1  | 4-1  | 4-0    |
| Vitória Guimarães    | 1-2  | 0-0  | 1-0  | 1-1  | 1-1  | –––– | 4-0  | 1-1  | 2-1  | 3-1  | 1-0  | 2-0  | 1-0  | 3-1  | 0-0  | 3-3    |
| Boavista             | 1-3  | 2-2  | 3-1  | 1-0  | 3-2  | 1-1  | –––– | 1-0  | 1-1  | 1-2  | 2-0  | 1-1  | 3-0  | 1-0  | 3-2  | 3-1    |
| CUF Barreiro         | 0-1  | 1-2  | 2-4  | 0-2  | 1-1  | 3-1  | 3-0  | –––– | 2-0  | 1-1  | 1-1  | 1-2  | 1-0  | 2-0  | 2-1  | 2-1    |
| Leixões              | 1-5  | 1-0  | 0-0  | 3-1  | 2-2  | 1-1  | 3-0  | 2-3  | –––– | 1-0  | 1-1  | 3-3  | 1-0  | 0-0  | 1-0  | 4-0    |
| Barreirense          | 0-3  | 1-5  | 2-3  | 0-0  | 1-4  | 1-1  | 1-1  | 3-2  | 3-1  | –––– | 4-1  | 1-1  | 4-4  | 4-2  | 1-0  | 1-0    |
| Farense              | 0-5  | 0-0  | 0-3  | 1-1  | 1-3  | 2-2  | 2-0  | 1-0  | 1-0  | 2-1  | –––– | 3-2  | 2-1  | 2-0  | 1-1  | 2-0    |
| Beira-Mar            | 1-2  | 2-2  | 0-0  | 1-1  | 0-0  | 1-0  | 1-1  | 1-2  | 0-1  | 0-2  | 1-1  | –––– | 1-1  | 1-1  | 1-1  | 2-0    |
| Montijo              | 0-1  | 1-1  | 1-3  | 0-1  | 0-0  | 1-1  | 1-0  | 0-1  | 2-0  | 1-0  | 2-0  | 0-1  | –––– | 1-0  | 2-0  | 3-2    |
| União Coimbra        | 0-4  | 1-1  | 0-0  | 0-2  | 1-5  | 1-0  | 2-3  | 1-1  | 2-0  | 2-2  | 1-0  | 0-1  | 0-1  | –––– | 1-0  | 3-0    |
| Atlético de Portugal | 0-0  | 0-0  | 3-3  | 0-2  | 1-0  | 0-1  | 1-3  | 2-2  | 0-1  | 1-3  | 2-1  | 2-2  | 1-3  | 0-0  | –––– | 4-0    |
| União de Tomar       | 0-2  | 0-6  | 1-0  | 1-7  | 1-1  | 1-2  | 2-4  | 1-1  | 1-1  | 3-1  | 3-1  | 8-1  | 2-1  | 1-0  | 0-1  | ––––\| |

## Statistiche

### Primati stagionali
| Record - Maggior numero di vittorie: Benfica (28) - Minor numero di sconfitte: Benfica (0) - Miglior attacco: Benfica (101) - Miglior difesa: Benfica (13) - Miglior differenza reti: Benfica (+88) - Maggior numero di pareggi: Beira-Mar (13) - Minor numero di vittorie: Atlético de Portugal (4) - Maggior numero di sconfitte: União de Tomar (19) - Peggiore attacco: União de Coimbra (22) - Peggior difesa: Atlético de Portugal (69) - Peggior differenza reti: União de Tomar (34) | Capoliste solitarie - dalla 5ª alla 30ª giornata: Benfica |

### Classifica marcatori
| Gol |  |  | Giocatore               | Squadra          |
| --- |  |  | ----------------------- | ---------------- |
| 40  |  |  | Eusébio                 | Benfica          |
| 21  |  |  | Flávio Minuano          | Porto            |
| 19  |  |  | Héctor Yazalde          | Sporting Lisbona |
| 18  |  |  | Nelson Fernandes        | Sporting Lisbona |
| 17  |  |  | Duda                    | Vitória Setúbal  |
| 17  |  |  | Abel Fernando Maglietti | Porto            |
| 16  |  |  | Francisco González      | Belenenses       |